# Palais Macchi di Cellere

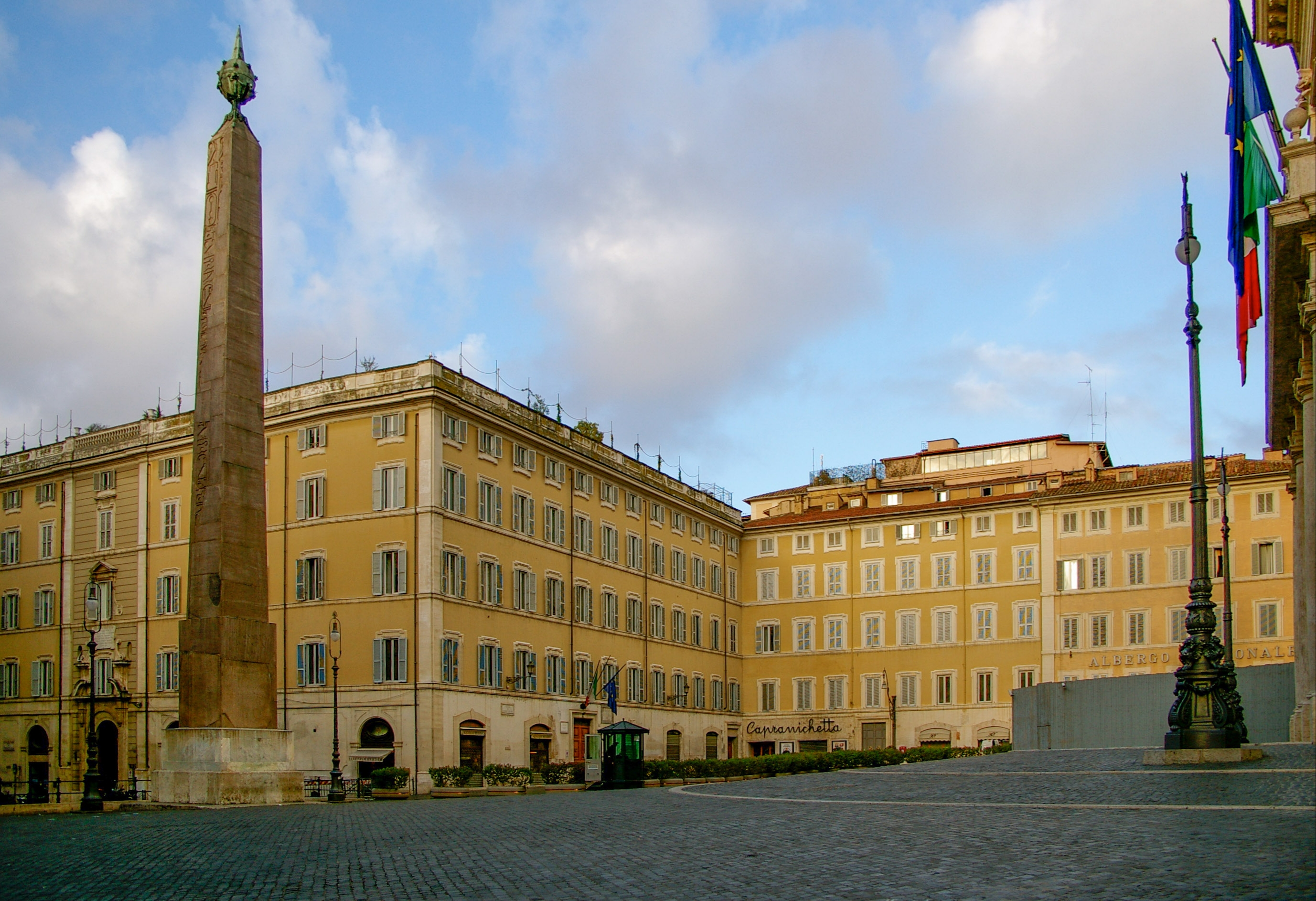
Une vue large de la Piazza di Montecitorio avec l'obélisque de Montecitorio au premier plan. En bas, à gauche, le Palazzo Macchi di Cellere. À droite, des bâtiments plus modernes. Le portail d'origine et la façade rustique sont clairement visibles dans le coin gauche.

Le palais Capranica Macchi di Cellere ou simplement le palais Macchi di Cellere est un palais situé sur la Piazza di Montecitorio, dans le rione Colonna de Rome .

## Histoire

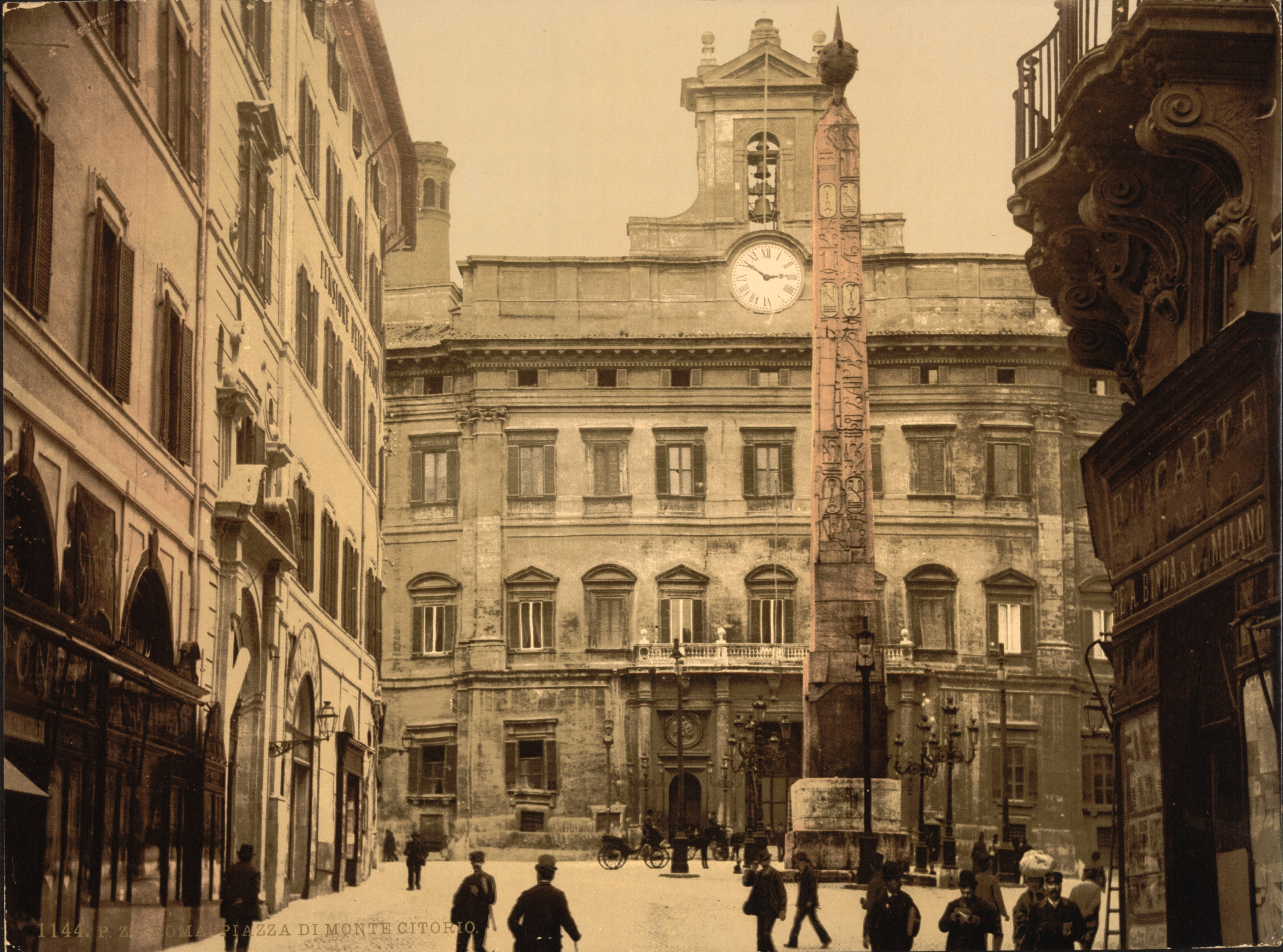
Sur cette photo, datant des années 1890, la façade du palais est à gauche. Au fond, l'obélisque de Montecitorio et le Palazzo di Montecitorio.

Ce palais a été construit en 1733 sur la base d'un projet de Tommaso Matti dans un bloc occupé par le Palazzo Capranica, où auparavant des résidences ont été démolies. Sa construction a eu lieu en même temps que la réorganisation de la Piazza di Montecitorio réalisée par le pape Clément XII et qui était destinée à abriter des bureaux liés à la Curie Innocence. Une inscription affichée sur le portail rappelle les faits: « CLEMENS XII PM LATIOREM CAME ROMANIQUE FORI PROSPECTUM DISIECTIS DOMIBUS IGNOBILEM VICUM INSIDENTIBUS LIBERALI SUMPTU APERUIT ANNO DOMINI MDCCXXXIII PONT III » .
Au début du XIXe siècle, le palais a été acquis par les Macchi di Cellere, une riche famille de Viterbe, qui a laissé de nombreux monseigneurs et cardinaux de l'Église. En 1853, le premier télégraphe en Italie a été installé dans le Palazzo Macchi di Cellere et a relié Rome à Terracina . Entre 1870 et 1934 le Caffe Guardabassi y a fonctionné.
Restauré en 1990 avec une attention particulière à ses caractéristiques d'origine, le bâtiment abrite actuellement des bureaux liés à la Chambre des députés italienne.

## Images

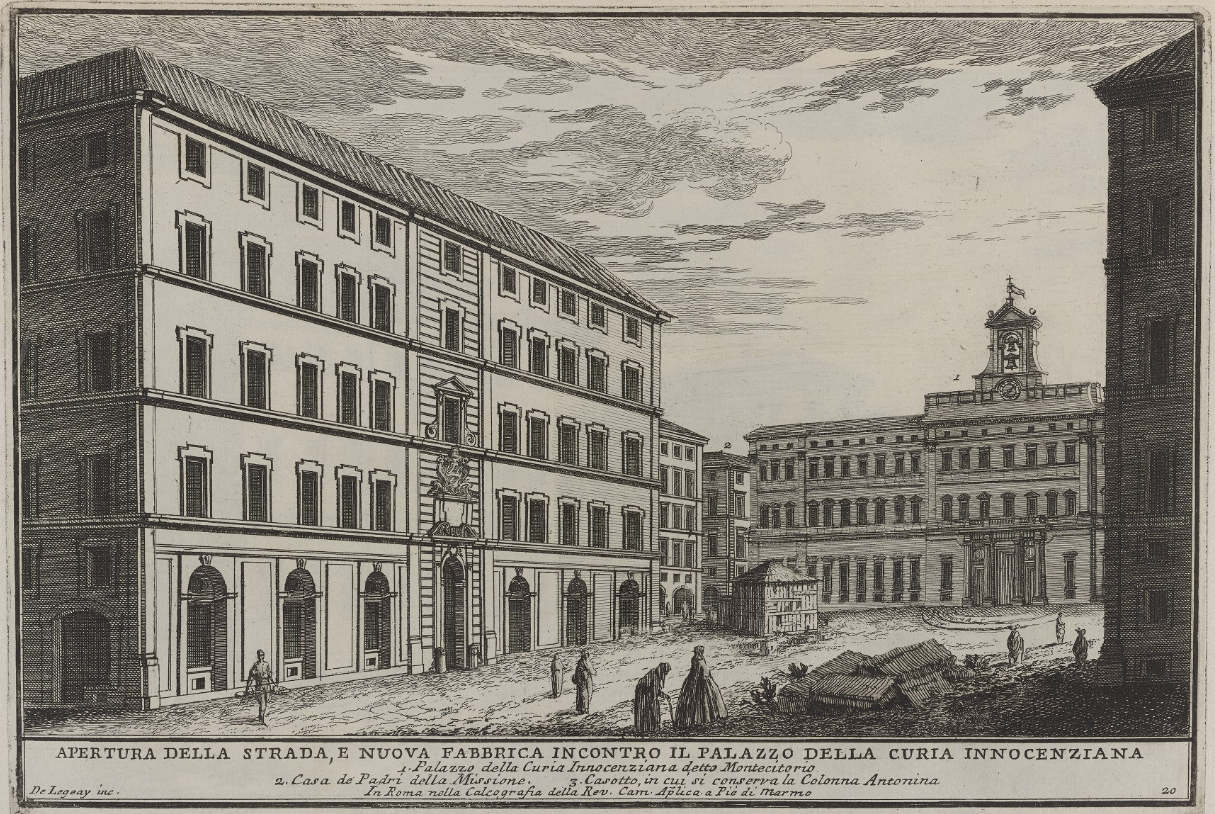
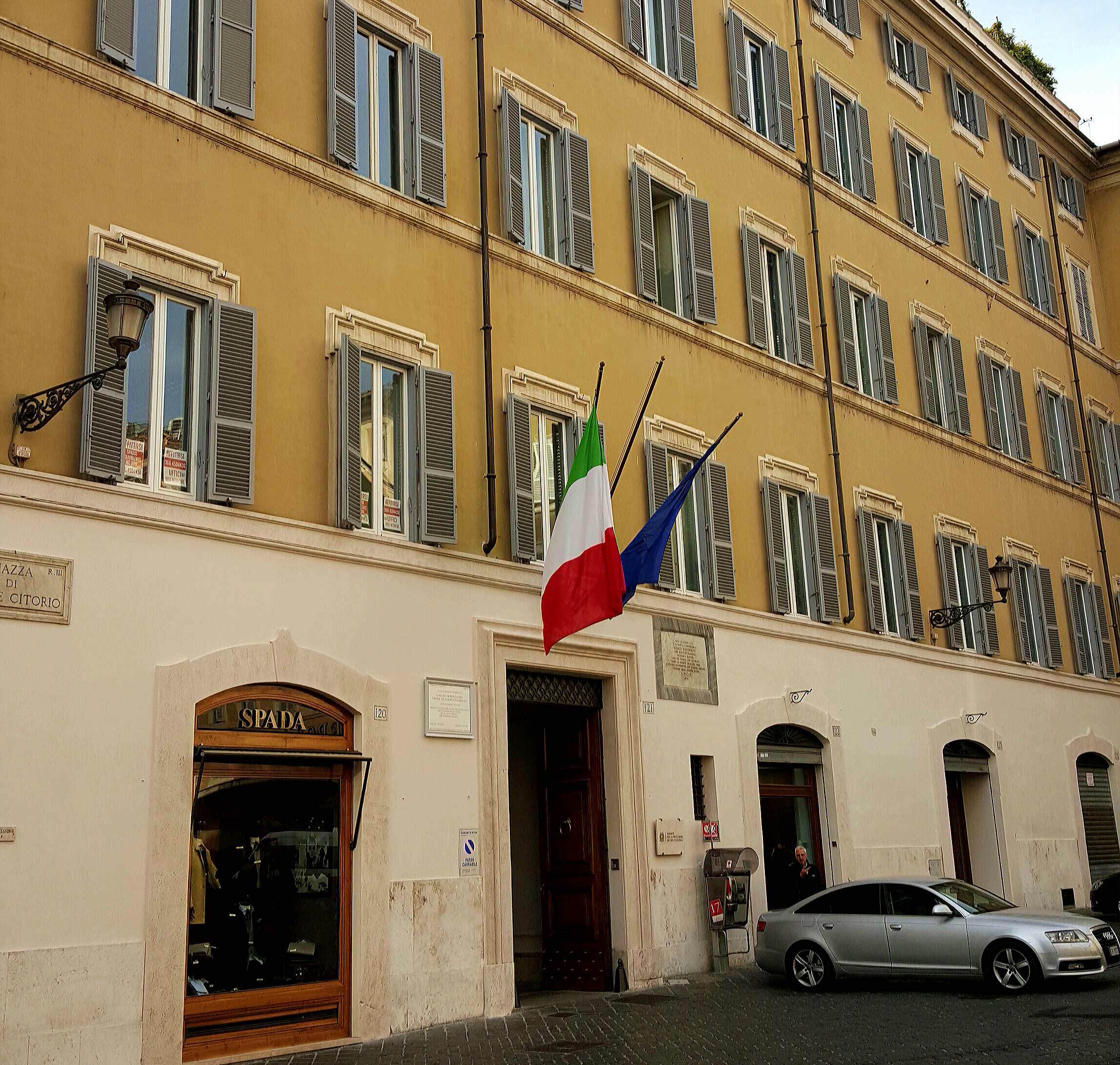
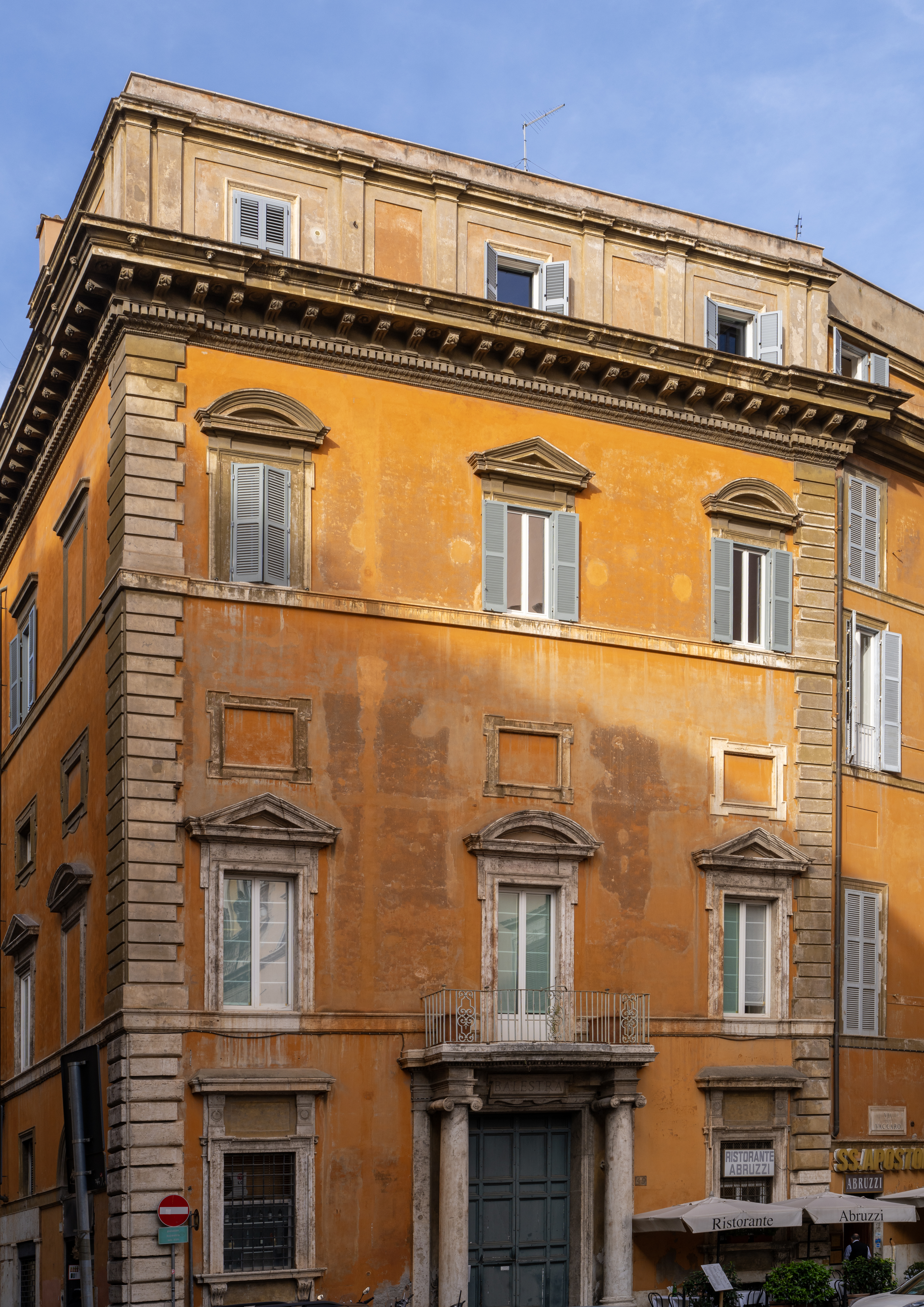
Façade du palais.

.